# Friningen
Friningen är en sjö i Strömsunds kommun i Jämtland och ingår i Ångermanälvens huvudavrinningsområde. Sjön är 37 meter djup, har en yta på 1,82 kvadratkilometer och är belägen 582,4 meter över havet. Sjön avvattnas av vattendraget Sjoutälven.

## Delavrinningsområde
Friningen ingår i det delavrinningsområde (718393-143873) som SMHI kallar för Utloppet av Friningen. Medelhöjden är 795 meter över havet och ytan är 18,11 kvadratkilometer. Räknas de 5 avrinningsområdena uppströms in blir den ackumulerade arean 34,79 kvadratkilometer. Sjoutälven som avvattnar avrinningsområdet har biflödesordning 3, vilket innebär att vattnet flödar genom totalt 3 vattendrag innan det når havet efter 307 kilometer. Avrinningsområdet består mestadels av skog (28 procent) och kalfjäll (61 procent). Avrinningsområdet har 2 kvadratkilometer vattenytor vilket ger det en sjöprocent på 11,1 procent.